# Das Mädchen mit der Nadel
Das Mädchen mit der Nadel (Originaltitel: Pigen med nålen, internationaler Titel: The Girl with the Needle) ist ein Spielfilm von Magnus von Horn aus dem Jahr 2024. Das Historiendrama basiert lose auf dem Leben der dänischen Serienmörderin Dagmar Overby (1887–1929). Die Hauptrollen übernahmen Vic Carmen Sonne und Trine Dyrholm. Die europäische Koproduktion zwischen Dänemark, Polen und Schweden wurde im Mai beim 77. Filmfestival von Cannes uraufgeführt.

## Handlung
Kopenhagen nach dem Ersten Weltkrieg: Die junge Fabrikarbeiterin Karoline wird schwanger. Um der Armut zu entgehen, tritt sie eine Stelle als Amme bei der charismatischen Dagmar an. Diese gibt vor, einen Süßwarenladen zu betreiben, führt aber tatsächlich eine geheime Adoptionsagentur. Das Geschäft soll angeblich armen Müttern helfen, Pflegefamilien für ihre ungewollten Kinder zu finden. Zwischen beiden Frauen entwickelt sich schon bald eine enge Verbindung. Karolines Welt beginnt aber ins Wanken zu geraten, als sie das dunkle Geheimnis hinter Dagmars Geschäft herausfindet.

## Veröffentlichung

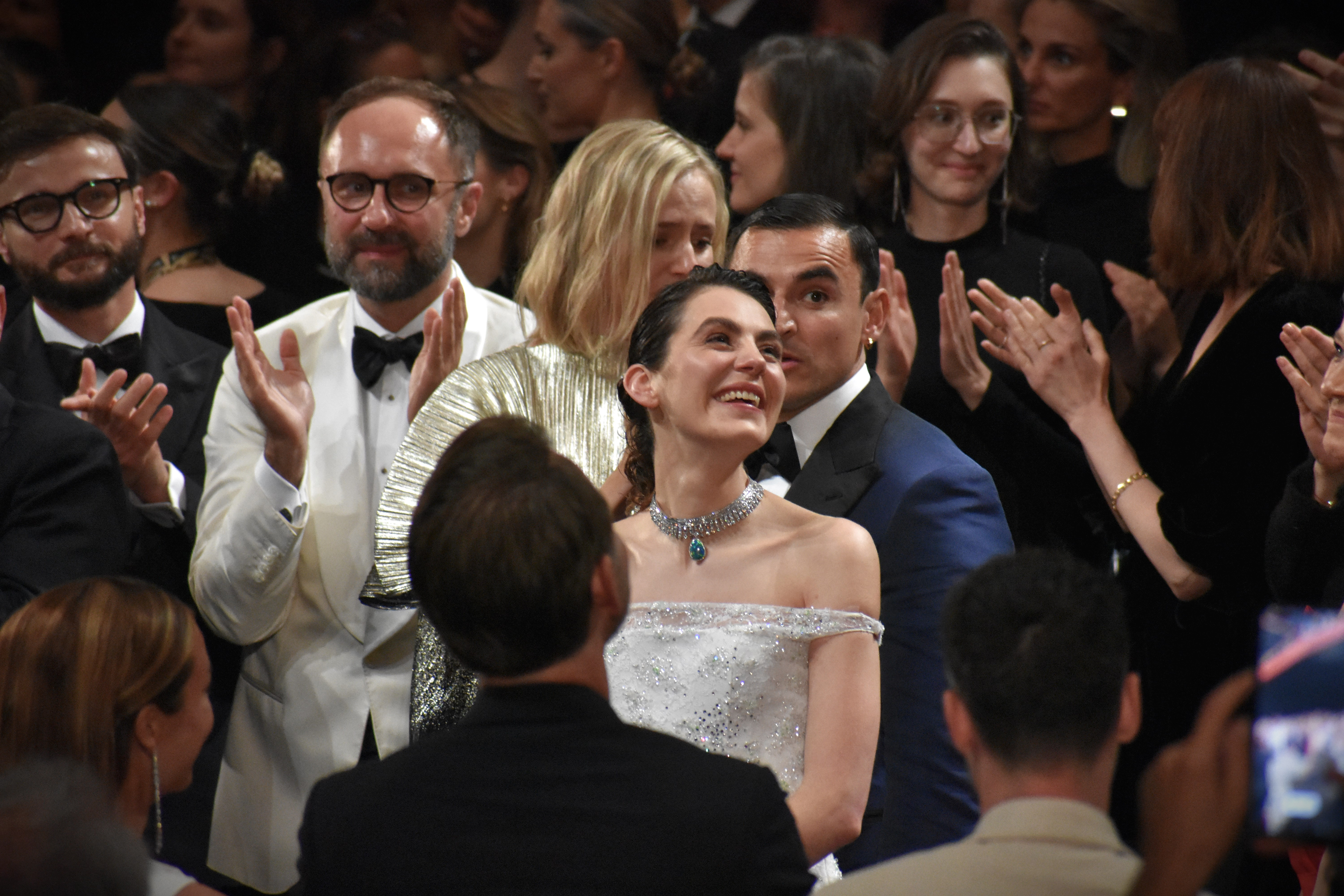
Die Weltpremiere von Das Mädchen mit der Nadel auf dem Filmfestival von Cannes (2024)

Die Weltpremiere von Das Mädchen mit der Nadel fand am 15. Mai 2024 im Hauptwettbewerb des 77. Filmfestivals von Cannes statt. In Deutschland startete der Film am 9. Januar 2025 in den Kinos.

## Auszeichnungen
Für Das Mädchen mit der Nadel erhielt Magnus von Horn eine Einladung in den Wettbewerb um die Goldene Palme des Filmfestivals von Cannes. Im Jahr 2025 folgten Nominierungen für den Golden Globe Award und Oscar jeweils als beste internationale Produktion.

## Rezeption
Der Film erhielt überwiegend positive Kritiken, so zählte Rotten Tomatoes 92 % positive Kritiken (von insgesamt 106 Bewertungen). Bei Metacritic bekam Das Mädchen mit der Nadel eine Zustimmungsrate von 82/100 basierend auf 22 Kritiken.  In der Internet Movie Database erhielt der Film eine Nutzer-Bewertung von 7,5/10 basierend auf 12.159 Bewertungen.
Gerrit ter Horst schreibt auf critic.de, dass Magnus von Horn den realen Fall der Dagmar Overby „in einer Mischung aus Historiendrama, Charles-Dickens-Roman und True Crime-Thriller“ zu „einem Schauermärchen auf die moderne kapitalistische Gesellschaft“ überspitzt. Die dänische Serienmörderin Overby sei dabei „genauso unbarmherzig [...], wie die Welt um sie herum“, bestehend aus Armut und Elend.
Redakteur und Filmkritiker André Pitz beschrieb den Film auf Feuilleton & Firlefanz als „Ein Film über das Schweigen“, „der schließlich den Familienbegriff des frühen 20. Jahrhunderts hinterfragt und Solidarität einfordert“.
Auf Kino-Zeit.de kritisiert Lucas Barwenczik die Darstellung vom polierten Elend, das in seinen stilvollen schwarz-weiß Bildern „mehr Kunstwillen als Kunstvermögen“ in seinem „Arthouse-Gewand“ zeige. Er bezeichnete den Film weiter als „Bildungsbürger-Exploitation“, „Edel-Miserabilismus zwischen Tod und Tumblr“ und „vages feministisches Cannes-Kino, bei dem der Grusel dem guten Zweck dient“.